# Nezarazna bolest
Nezarazna bolest (engl. NCD, Non – Communicable disease) je medicinsko stanje ili bolest koja se definira kao neinfektivna i neprenosiva među ljudima. Nezarazne bolesti mogu biti kronične bolesti dugog trajanja i sporog napredovanja ili mogu završiti brzom smrću, npr. nekim vrstama iznenadnih moždanih udara. Uključuju autoimune bolesti, bolesti srca, moždani udar, razne vrste raka, astmu, dijabetes, kronične bubrežne bolesti, osteoporozu, Alzheimerovu bolest, mrenu i mnoge druge.
Iako se često za nezarazne bolesti (nepravilno) koristi sinonim „kronične bolesti“, nezarazne bolesti su karakteristične samo po svojoj neprenosivosti, a ne nužno po trajanju. Neke kronične bolesti, kao što je HIV/AIDS, također traju dugo, ali su uzrokovane prijenosom infekcije, dakle zarazne su. To zahtijeva profesionalnu brigu za zaražene HIV – om, kao i za sve kronično oboljele upravo zbog dugotrajnosti i sporog napredovanja takvog stanja.
Svjetska zdravstvena organizacija (WHO) izvještava da su neprenosive bolesti vodeći uzrok smrtnosti u svijetu, tj. uzrokuju više od 60 % svih smrti. Od 35 milijuna ljudi koji su umrli od neprenosivih bolesti 2005. godine, polovica je bila ispod 70 i polovica su bile žene. Od 75 milijuna smrti u svijetu 2008. godine, 36 milijuna je uzrokovano nezaraznim bolestima. To je približno 63 % svih smrti u svijetu. Rizični faktori kao što su čovjekovo podrijetlo (nasljedni faktori), način života i utjecaj okoline u kojoj živi, mogu povećati vjerojatnost oboljenja od određene nezarazne bolesti. Svake godine, barem 5 milijuna ljudi umire zbog konzumiranja cigareta, a oko 2.8 milijuna umire zbog prekomjerne tjelesne težine. Visok kolesterol uzrokuje oko 2.6 milijuna smrtnih slučajeva, a 7.5 milijuna smrtnih slučajeva uzrokuje visok krvni tlak. Očekuje se da će se do 2030. godine broj smrtnih slučajeva uzokovanih kroničnim nezraznim bolestima povećati na 52 milijuna umrlih godišnje, dok će se, tijekom istog perioda, broj umrlih od zaraznih bolesti, urođenih anomalija i neishranjenosti ili prehrambenih nedostataka, smanjiti na 7 milijuna godišnje.

## Uzroci i rizični faktori
Rizični faktori kao što su čovjekovo naslijeđe, način života i utjecaj okoline u kojoj živi, povećavaju vjerojatnost oboljenja od određene nezarazne bolesti. Ovise o dobi, spolu, genetici, izloženosti onečišćenom zraku te štetnim navikama kao što su pušenje, nezdrava prehrana i tjelesna neaktivnost, što može dovesti do hipertenzije i pretilosti te povećanog rizika od oboljenja nezaraznom bolesti. Za većina nezaraznih bolesti se smatra da se mogu prevenirati jer su uzrokovane rizičnim čimbenicima na koje je moguće utjecati, tj. koje je moguće izbjeći tako da se promijeni način života.
Svjetska zdravstvena organizacija u Svjetskom izvještaju zdravlja 2002. uvrštava 5 glavnih rizičnih čimbenika za nezarazne bolesti u top 10 glavnih rizika za zdravlje. To su visok krvni tlak, povišen kolesterol, konzumacija cigareta i alkohola te pretilost. Ostali rizični faktori za razvoj nazaraznih bolesti su čovjekovo ekonomsko i socijalno stanje, poznati kao „socijalne odrednice zdravlja“. Procijenjeno je da se eliminacijom primarnih rizičnih faktora može suzbiti 80 % slučajeva srčanih bolesti, moždanih udara, dijabetesa tipa II i 40 % slučajeva raka. Intervencije usmjerene na glavne rizične faktore mogu imati značajan utjecaj na reduciranje tereta bolesti diljem svijeta. Napor usmjeren na bolju ishranu i povećanu fizičku aktivnost omogućuje kontrolu prevalencije nezaraznih bolesti.

## Ekološke bolesti
Nezarazne bolesti uključuju mnoge ekološke bolesti, obuhvaćajući široku kategoriju onih ljudskih zdravstvenih stanja koja se mogu izbjeći i onih koja su neizbježna. Mogu biti uzrokovana vanjskim čimbenicima kao što su sunčeva svjetlost, prehrana, zagađenja i odabir stila života. Bolesti bogatstva su nezarazne bolesti s okolišnim uzrocima. To su na primjer:
• Mnogi tipovi kardiovaskularnih bolesti (CVD)
• Kronična opstruktivna bolest pluća (COPD) uzrokovana pušenjem cigareta
• Diabetes mellitus tipa II
• Bol u donjem dijelu leđa zbog premalo vježbanja
• Neishranjenost zbog uzimanja premalo hrane ili uzimanja pogrešnih vrsta hrane (npr. skorbut zbog nedostatka vitamina C)
• Rak kože zbog sunčeve radijacije

## Nasljedne bolesti
Genetski poremećaji su bolesti uzrokovane pogreškama u genetičkoj informaciji. Podrijetlo tih pogrešaka može biti:
• Spontane pogreške ili mutacije genoma:
• Promjena u broju kromosoma (kao što je Downov sindrom)
• Pogreška u genu uzrokovana mutacijom (kao što je cistična fibroza)
• Povećanje količine genetičke informacije (kao što su kimerizam i heterokromija)
• Cistična fibroza je primjer nasljedne bolesti koja je uzrokovana mutacijom gena. Mutirani gen ometa normalno kretanje natrijevog klorida u stanicu i iz nje, što uzrokuje da mukozni organi luče abnormalno gustu sluz. Gen je recesivan, što znači da osoba mora imati dvije kopije mutiranog gena da bi se razvila bolest. Cistična fibroza pogađa dišni, probavni i reproduktivni sustav, a također i žlijezde znojnice. Izlučeni mukozni sekret je jako gusti i blokira puteve u plućima i probavom traktu. Uzrokuje probleme s disanjem te probavom i apsorpcijom hranjivih tvari.

## Genetske pogreške nasljeđene od roditelja
• Dominantne genetske bolesti, kao što je Huntingtonova bolest, podrazumijeva ekspresiju jednog naslijeđenog mutiranog gena.
• Recesivne genetske bolesti, kao što je Tay – Sachsova bolest, podrazumijevaju ekspresiju dvaju nasljeđenih mutiranih gena.

## Nezarazne bolesti i svjetsko zdravlje
S obzirom na naziv bolest „stila života“ i preventabilnost svih ovih bolesti, najčešći uzroci nezaraznih bolesti su pušenje cigareta, konzumacija alkohola, siromašne dijete (visoka konzumacija šećera, soli, zasićenih masti i trans masnih kiselina) i fizička neaktivnost. Trenutno, nezarazne bolesti ubijaju 36 milijuna ljudi godišnje, a prema nekim procjenama, taj broj će porasti za 17 – 24 % u idućih 10 godina. Povijesno, mnoge nezarazne bolesti su bile povezane s ekonomskim razvojem i nazvane su „bolesti bogatih“. Međutim, procijenjenih 80 % četiriju osnovnih vrsta nezaraznih bolesti – kardiovaskularne bolesti, razne vrste raka, kronične dišne bolesti i dijabetes – sada se pojavljuju i u državama niskog i srednjeg dohotka, a dvije trećine ljudi koji boluju od dijabetesa borave u državama u razvoju, stoga nezarazne bolesti ne mogu više biti smatrane problemom koji pogađa samo bogatija društva.
Kao što je prethodno navedeno, samo u 2008., nezarazne bolesti bile su uzrokom 63 % smrti širom svijeta; to je broj za koji se smatra da će znatno porasti u bliskoj budućnosti ako se mjere ne poduzmu. Ako se sadašnji trendovi rasta budu održavali, nezaraznim bolestima će se pripisati 7 od 10 smrtnih slučajeva u zemljama u razvoju, što je 52 milijuna godišnje u svijetu do 2030. godine. Sa statističkim podacima kao što su ovi, nije iznenađenje da su organizacije poput Svjetske zdravstvene organizacije i Svjetske banke o društvenom mrežnom razvoju identificirali prevenciju i kontrolu nezaraznih bolesti kao izrazito važnu točku dnevnog reda za raspravu o globalnom zdravlju.
Dakle, trebaju se kreatori politike i zajednice mobilizirati i „učiniti prevenciju i usmjereno liječenje ovih bolesti prioritetom,“ a održive mjere mogu biti provedene za stagnaciju (i eventualni preokret) ove globalne prijetnje zdravlju. Potencijalne mjere koje su trenutno bile razmatrane od Svjetske zdravstvene organizacije – Organizacije za hranu i poljoprivredu uključuju reduciranje količine soli u hrani, ograničavanje neprimjerenog marketinga nezdrave hrane i bezalkoholnih pića za djecu, nametanje kontrole na štetnu uporabu alkohola, povećanje poreza na duhan i sprječavanje pušenja na javnim mjestima.

## Nezarazne bolesti i Ujedinjeni narodi
Svjetska zdravstvena organizacija je specijalizirana agencija Ujedinjenih naroda (UN) koja djeluje kao kordinacijsko tijelo u međunarodnim javnim zdravstvenim pitanjima, uključujući nezarazne bolesti. U svibnju 2008., 193 država članica Svjetske zdravstvene organizacije je odobrilo šestogodišnji plan za rješavanje nezaraznih bolesti, posebno zbog njihovog izrazitog povećanja u državama s niskim i srednjim prihodima. Plan poziva na podizanje prioriteta koji se daje nezaraznim bolestima u međunarodnom razvojnom radu. Tijekom 64. sjednice Opće skupštine Ujedinjenih naroda 2010., rezolucija je potaknula sastanak visoke razine Opće skupštine o prevenciji i liječenju nezaraznih bolesti, uz sudjelovanje predsjednika država i vlada. Rezolucija je također ohrabrila države članice UN – a za rješavanje problema nezaraznih bolesti na Pregledu samita za Milenijske ciljeve razvoja. U rujnu 2011., UN je bio domaćin prve Opće skupštine posebnog samita o pitanju nezaraznih bolesti. Konstatirajući da su nezarazne bolesti uzrok oko 35 milijuna smrti svake godine, Međunarodna zajednica sve poziva na poduzimanje važnih mjera za sprječavanje i kontrolu nezaraznih bolesti te ublažavanje njihovih utjecaja na svjetsku populaciju, pogotovo žene koje su njihovi primarni skrbnici.

## Svjetska mreža o nezaraznim bolestima
Da bi se bolje koordinirao napor uložen diljem svijeta, Svjetska zdravstvena organizacija je 2009. najavila pokretanje Globalne mreže o nezaraznim bolestima (NCDNet). NCDNet se sastoji od vodećih zdravstvenih organizacija i stručnjaka iz cijelog svijeta s ciljem borbe protiv bolesti kao što je rak, kardiovaskularne bolesti i dijabetes. Ala Alwan, pomoćnik ravnatelja za nezarazne bolesti i mentalno zdravlje unutar Svjetske zdravstvene organizacije rekao je: „Integriranje prevencije nezaraznih bolesti i ozljeda u nacionalne i svjetske razvojne sadržaje nije samo nešto što je moguće postići, već i prioritet za države u razvoju.“

## Savez nezaraznih bolesti
Savez nezaraznih bolesti je svjetsko partnerstvo koje su u svibnju 2009. osnovale četiri međunarodne federacije prezentirajući kardiovaskularne bolesti, dijabetes, rak i kroničnu plućnu bolest. Savez nezaraznih bolesti ujedinjuje približno 900 nacionalnih udruga članica u borbi protiv nezaraznih bolesti.
Dugoročni ciljevi Saveza su:
1. Nacionalni planovi protiv nezaraznih bolesti za sve
2. Svijet bez duhana
3. Poboljšani stil života
4. Snažniji zdravstveni sustavi
5. Globalni pristup dostupnih i kvalitetnih lijekova i tehnologija
6. Osigurana ljudska prava za ljude oboljele od nezaraznih bolesti

## Ekonomija nezaraznih bolesti
Prije su kronične nezarazne bolesti smatrane problemom ograničenim uglavnom na zemlje s visokim dohotkom, dok se činilo da su zarazne bolesti češće u zemljama s niskim prihodima.Teret bolesti pripisan nezaraznim bolestima procijenjen je na 85 % u razvijenim zemljama, 70 % u zemljama srednjeg dohotka, a skoro 50 % u zemljama s najnižim nacionalnim primanjima. 2008. godine, kronične nezarazne bolesti bile su uzrokom više od 60 % (više od 35 milijuna) od ukupnih 57 milijuna smrtnih slučajeva diljem svijeta. S obzirom na globalnu distribuciju stanovništva, gotovo 80 % umrlih od kroničnih nezaraznih bolesti u svijetu danas se nalaze u zemljama s niskim i srednjim dohotkom, dok se samo 20 % javlja u zemljama s visokim dohotkom. Nacionalna gospodarstva navodno trpe značajne gubitke zbog prerane smrti ili nesposobnosti za rad onih ljudi koji imaju srčanu bolest, dijabetes ili su pak imali moždani udar. Na primjer, za Kinu se očekuje da će izgubiti oko 558 milijardi dolara u nacionalnom dohotku između 2005. i 2015. zbog preranih smrti. 2005. godine, bolest srca, moždani udar i dijabetes uzrokovali su procijenjeni gubitak od 9 milijardi u međunarodnim dolarima nacionalnog dohotka u Indiji i 3 milijarde u Brazilu.

## Izostajanje s posla zbog bolesti
Opterećenje kroničnim nezaraznim bolestima koje utječe na stanje mentalnog zdravlja osjeća se diljem svijeta, osobito zbog prevelikog izostajanja s posla i odsutnosti tijekom rada ili činjenice da osoblje gubi produktivnost rada koja se spušta na razinu ispod normalne. Na primjer, Ujedinjeno Kraljevstvo je iskusilo gubitak od oko 175 milijuna dana 2006. godine zbog odsutnosti 37 milijuna ljudi unutar radne populacije zbog bolesti. Procijenjeni gubitak zbog odsutnosti zbog bolesti bio je više od 20 milijardi funta iste godine. Cijena gubitka zbog izostajanja s posla bila je i veća iako se metode proučavanja utjecaja izostajanja s posla na ekonomiju još razvijaju. Metode za analizu različitih utjecaja nezaraznih bolesti na radna mjesta još se razvijaju u odnosu na druge vrste zdravstvenih stanja.

## Glavne nezarazne bolesti

### Rak
Za veliku većinu karcinoma, rizični faktori su okolišni ili povezani s načinom života, prema tome, karcinom je najlakše prevenirati u usporedbi s ostalim nezaraznim bolestima. Više od 30 % karcinoma je moguće prevenirati izbjegavajući rizične faktore koji uključuju: duhan, prekomjernu tjelesnu težinu ili pretilost, manjak konzumacije voća i povrća, fizičku neaktivnost, alkohol, spolno prenosive infekcije i zagađenje zraka. Uzročnici infekcije su odgovorni za neke karcinome, na primjer gotovo svi karcinomi vrata maternice su uzrokovani humanim papiloma virusom.

### Kardiovaskularna bolest
Prva istraživanja na polju kardiovaskularnih bolesti proveo je 1949. godine Jerry Morris pomoću profesionalnih zdravstvenih podataka koji su objavljeni 1958. godine. Uzroci, prevencija i/ili liječenje svih tipova kardiovaskularnih bolesti postaju aktivna područja biomedicinskih istraživanja sa stotinama znanstvenih studija koja su tjedno objavljivana. Trend je nastao, osobito ranih 2000 – tih kada su brojne studije pokazale vezu između konzumacije brze hrane i porasta srčanih bolesti. Ova istraživanja uključuju ona koja je vodio Memorijalni istraživački institut Ryan Mackey, Harvardsko sveučilište i Centar za kardiovaskularne bolesti u Sydneyu. Mnogi glavni lanci brze hrane, posebno McDonald's, protestirali su protiv metoda koje se provode u ovim istraživanjima i odgovorili su zdravijim izborom hrane. Od nedavno naglasak je na vezu između blage upale koja obilježava aterosklerozu i njene moguće intervencije. C – reaktivni protein (CRP) je zajednički upalni marker koji je nađen u povećanoj razini u ljudi s rizikom oboljenja od kardiovaskularnih bolesti. Također, osteoprotegerin, koji ima ulogu u regulaciji transkripcijskog faktora NF-κB, nađen je kao rizični faktor za razvoj kardiovaskularnih bolesti i smrtnosti.

### Dijabetes
Diabetes Mellitus je nezarazna bolest koju je najlakše prevenirati, ali teško liječiti. Princip liječenja temelji se na održavanju razine šećera u krvi blizu normalne vrijednosti (euglikemija) koliko je to moguće bez prisutnosti pretjerane opasnosti za pacijenta. Obično se može povezati s prehranom, vježbama, uzimanjem odgovarajućih lijekova (inzulin samo u slučaju dijabetesa tipa I, a oralni lijekovi se mogu koristiti u slučaju dijabetesa tipa II). Pacijentova edukacija, razumijevanje i sudjelovanje je bitno već kada su komplikacije izazvane dijabetesom puno rjeđe i manje ozbiljne, tj. u ljudi u kojih se razina šećera održava na normalnoj razini. Širi zdravstveni problemi mogu ubrzati štetne učinke dijabetesa. Uključuju pušenje, povišenu razinu kolesterola, pretilost, visoki krvni tlak i nedostatak pravilnog vježbanja.

### Kronična bubrežna bolest
Iako kronična bubrežna bolest (CKD) trenutno nije jedna od glavnih meta Svjetske zdravstvene organizacije za globalnu kontrolu nezaraznih bolesti, postoji uvjerljiv dokaz da kronična bubrežna bolest nije samo štetna i izlječiva, već i glavni faktor za incidenciju i ishod najmanje triju bolesti kojima se najviše bavi Svjetska zdravstvena organizacija (dijabetes, hipertenzija i kardiovaskularne bolesti). Kronična bubrežna bolest daje snažnu predispoziciju za razvoj hipertenzije i kardiovaskularnih bolesti; dijabetes, hipertenzija i kardiovaskularne bolesti su glavni uzroci kronične bubrežne bolesti; a glavni rizični faktori za razvoj dijabetesa, hipertenzije i kardiovaskularne bolesti (kao što su pušenje i pretilost) također uzrokuju ili pogoršavaju kroničnu bubrežnu bolest. Zatim, ljudi s dijabetesom, hipertenzijom ili kardiovaskularnim bolestima, a koji također boluju i od kronične bubrežne bolesti, izloženi su najvećem riziku od nepovoljnih ishoda i visokih zdravstvenih troškova. Dakle, kronična bubrežna bolest, dijabetes i kardiovaskularne bolesti su usko povezana stanja koja često koegzistiraju; dijele zajedničke rizične faktore i liječenja; i imat će koristi od koordiniranog globalnog pristupa prevenciji i kontroli.
|  | Molimo pročitajte upozorenje o korištenju medicinskih informacija. Ne provodite liječenje bez savjetovanja s liječnikom! |